# 오로나민C
오로나민C(Oronamin C, オロナミン C)는 일본의 오츠카 제약이 1965년 생산하기 시작하여 2015년부터 동아오츠카의 라이센스로 대한민국에서 판매되고 있는 비타민 드링크이다. 다른 비타민 드링크와는 달리 탄산이 함유되어 있다.

## 특징
오로나민C의 맥시캡(Maxi-Cap)은 국내 최초로 도입된 3세대 안전마개로, 지렛대의 원리를 적용한 새로운 방식의 안전마개로 한 번에 분리되는 원터치 캡이라는 특징을 가지고 있어 비교적 안전하게 개봉할 수 있다.
병뚜껑의 역사는 1965 ~ 1970년까지는 맥주, 사이다, 콜라병처럼 병따개로 따는 형태였다가 1971년부터는 까스활명수 또는 비타 500, 박카스디, 화이브미니 등과 비슷하게 금속제 뚜껑을 사용했고, 1985년 파라콰트 연쇄독살사건으로 인해 이듬해인 1986년부터는 따는 형태로 바뀌었다.

## 발매
동아오츠카가 일본의 오츠카 제약과 만든 비타민이 들어있는 에너지 음료이다. 일본에서는 1965년부터 판매되었으며 대한민국에서는 2015년 2월 2일에 판매 시작하였다. 대한민국 공장은 충북 청주시 흥덕구에 위치하고 있다.

## 제조 과정
- 오로나민C 공장에 도착한 빈 병들은 팔레트 단위로 운반되어 있지만, 비타민 B2, 비타민 C 등이 빛에 약하거나 빛에 의해 파괴될 수 있어 이를 방지하지 위해 갈색 병을 사용한다. 또한, 다이아몬드 커팅을 새겨 손으로 잡고 마실 때 미끄러지지 않도록 했다.

- 오로나민C 병은 거꾸로 매달린 채 고압의 세정수로 씻겨진다. 빈 병은 금이 가거나 깨진 곳이 없는지 검사한 후, 세척을 해주는 기계로 이동해 기계에서 차례대로 병을 거꾸로 하여 압력이 높은 세정수로 씻는데, 1분에 약 1200병을 세척한다. 마지막에는 물기를 빼고 완전히 건조시켜 원래 상태로 다시 거꾸로 돌린 후, 다음 공정에 들어간다.

- 공정 2단계는 원료의 측량, 조합 등의 자동제어로 진행되는 곳에서 공급된 원료를 대형 탱크에서 조합하여 섞는다. 여기에서 오로나민C의 성분인 비타민, 아미노산 등을 컴퓨터에 세팅된 배합률에 따라 섞는다. 영양소와 맛이 손상되지 않도록 탱크에 온도를 설정해준다.

- 배합된 오로나민C 액체를 병 안에 주입한다. 대형 탱크에서 만들어진 오로나민C 원액은 액상과당과 정제수를 일정 비율로 배합하여 파이프를 통해 보내진다. 다음은 오로나민C 액체 온도를 3℃ 정도로 식힌 후, 탄산가스를 녹여 준 후에 충전기를 통해 병에 채워진다.

- 용량, 품질 등의 검사를 하는데 원료는 사용하기 전에 품질 체크를, 병은 빈 병 검사기를 통해 1개씩 체크를, 액체를 주입하고 난 후에는 정량인지 검사하고, 캡과 병, 액체가 이상이 없는지 조사한다.

- 완성된 오로나민C는 위생 관리가 되는 공간에서 상자 단위로 포장되어 나온다. 검사가 끝나고 라벨 부착이 완료되면 6병씩 포장하는 기계에 들어가서 두꺼운 종이로 자동 포장된다. 그 다음에는 5케이스씩 상자 안에 넣어 포장한 후, 한 박스에 30병씩 있는지 확인하는 검사를 통과하게 된다. 이 검사에서 합격을 받으면, 위생 관리 되고 있는 창고에 팔레트 단위로 적재되며 시험 결과가 나올 때까지 보관된다.

## 대한민국에서의 광고
오로나민 C는 2015년에 출시되어 '생기발랄 탄산드링크'라는 컨셉과 함께 광고 노래로 사람들의 이목을 끌었다.
오로나민 C 광고는 중독성이 높다.
역재생 영상이 제일 유명한데, 욕설이 들린다는 몬더그린으로 유명하다.

### 광고 모델
- 2015년 전현무, 강민경
- 2016년 전현무, 홍진영
- 2017년 전현무, 나라(헬로비너스)
- 2018년 전현무, 경리(나인뮤지스), 황제성
- 2019년 헨리
- 2020 ~ 2021년 전현무
- 2025년 전현무

## 같이 보기
- 컨피던스
- 포카리 스웨트
- 리얼골드
- 비타500
- 화이브미니